# Damen-Tulpe
Die Damen-Tulpe (Tulipa clusiana) ist eine Pflanzenart aus der Gattung der Tulpen (Tulipa) in der Familie der Liliengewächse (Liliaceae).

## Merkmale
Die Damen-Tulpe wächst als ausdauernde, krautige Pflanze, die Wuchshöhen von meist 20 bis 25 (5 bis 40) Zentimeter erreicht. Dieser Geophyt bildet Zwiebeln als Überdauerungsorgane aus. Die Innenseite der Zwiebelhülle ist am Grund weich und kraus sowie oben borstig behaart, die Haare treten aus der Spitze heraus. Die selten nur zwei, meist drei bis fünf Laubblätter sind blaugrün gefärbt, scharf gefaltet und messen bis 25 × 1 (bis 2) Zentimeter.

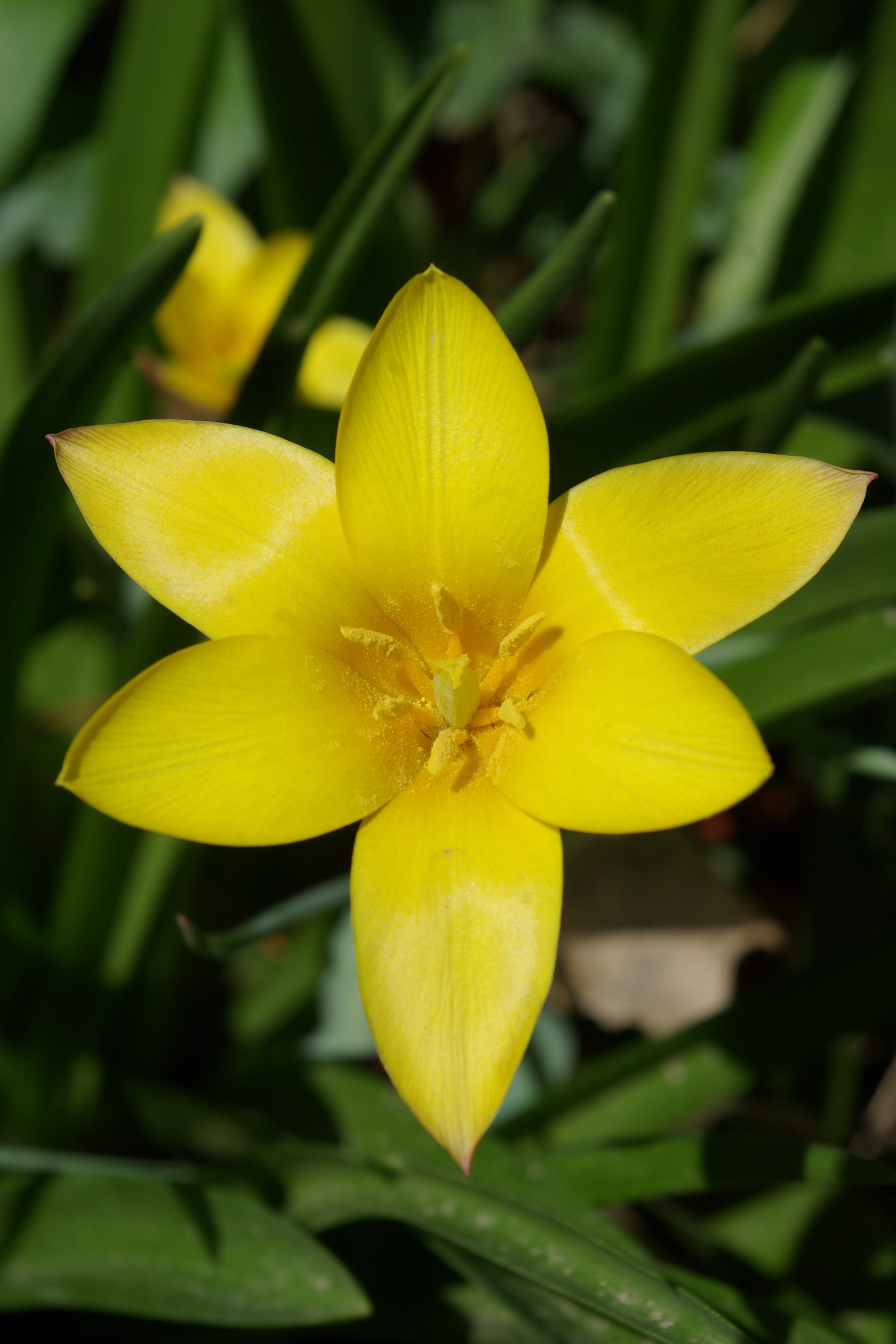
Blüte von Tulipa clusiana var. chrysantha

Zwiebel von Tulipa clusiana im Winter

Die meist nur eine, selten zwei Blüten sind trichter- bis sternförmig und duften. Es sind zwei Kreise mit je drei Blütenhüllblättern vorhanden. Die an der Unterseite rosa sowie an der Oberseite weiß gefärbten äußeren Blütenhüllblätter sind lanzettlich mit einer Länge von 4,5 bis 6,5 Zentimeter und einer Breite von 1 bis 1,9 Zentimeter breit. Die inneren Blütenhüllblätter sind weiß gefärbt, 2 bis 5 Zentimeter lang und 0,8 bis 1,5 Zentimeter breit und elliptisch. Sowohl die äußeren als auch die inneren Blütenhüllblätter besitzen einen kleinen schwarzpurpurnen Basalfleck. Die zwei × drei Staubblätter besitzen unbehaarte schwarze Staubfäden und violett bis gelbbraun gefärbte Staubbeutel.
Die Blütezeit liegt im April.
Die Chromosomenzahl beträgt 2n = 48 oder 60.

## Vorkommen
Die Damen-Tulpe kommt im Nordwest-Himalaja, Kaschmir, Chitral, Nord-Afghanistan und Ost-Iran in Höhenlagen von 800 bis 2850 Meter vor. In Südwest-Europa, Italien, Griechenland und der West-Türkei wurde diese Art eingebürgert.

## Taxonomie und Systematik
Die Damen-Tulpe wurde 1803 von Pierre Joseph Redouté in Les Liliacées ... Band 1, Tafel 37 als Tulipa clusiana erstbeschrieben. Ein Synonym ist Tulipa aitchisonii A.D.Hall. Sie wird heute Tulipa clusiana zugerechnet. Es handelt sich bei ihr um eine im feuchteren Monsungebiet vorkommende Hochgebirgsform, die Wuchshöhen von 3 bis 15 Zentimeter erreicht und bis zu drei Blüten ausbildet.
Die Damen-Tulpe ist sehr formenreich, es wurden mehrere Varietäten beschrieben:
- Tulipa clusiana DC. var. clusiana: Die Oberseite der Blütenhüllblätter ist weiß, die inneren sind bespitzt. Der Basalfleck und die Staubbeutel sind tief violett gefärbt.
- Tulipa clusiana var. chrysantha (A.D.Hall) Sealy: Es sind 1 bis 3 Blüten vorhanden. Die Blütenhüllblätter sind gelb, die Unterseite der äußeren ist meist rot oder braunpurpurn gefärbt. Die Staubbeutel sind gelb.
- Tulipa clusiana var. stellata (Hook.) Regel: Die Blütenhüllblätter sind weiß, ihre Unterseite ist purpurrosa gefärbt. Der Basalfleck und die Staubblätter sind gelb.

## Nutzung
Die Damen-Tulpe wird selten als Zierpflanze in Steingärten und Rabatten genutzt. Sie ist seit spätestens 1606 in Kultur.